# Elías Inaty
Elías Inaty Wejbi (Cartagena de Indias, Colombia, 20 de julio de 1919-Ciudad Bolívar, Venezuela, 22 de octubre de 2010) fue un médico y destacado poeta de origen libanés que se radicó en Ciudad Bolívar con su padre en 1927 y vivió ahí la mayor parte de su vida. Recibió numerosos reconocimientos por su obra poética y por sus importantes aportes a la medicina.

## Medicina y poesía
Desde muy joven se inició en la poesía (década de 1940) en el movimiento surrealista formando parte del Grupo Aureoguayanos junto a Alarico Gómez, Jean Aristeguieta, Arquimedes Brito y José Ramón Del Valle Laveaux. A pesar de no ser un seguidor de la poesía, el artista Jesús Soto se sentía atraído por el movimiento del grupo, por romper con las reglas existentes en la poesía clásica.
Inaty estudió en el Colegio Mayor de Nuestra Señora del Rosario (Bogotá), donde obtuvo el título de Bachiller en Filosofía y Letras, siendo su profesor de literatura el poeta Eduardo Carranza, perteneció al grupo literario Rafael María Carrasquilla, y escribió para el periódico Trinchera de Cartagena. Realizó sus estudios de medicina en la Universidad Central de Venezuela, donde obtuvo el título de Médico Cirujano y posteriormente, en la misma casa de estudios, se especializó en pediatría. En la ciudad de París, realizó el curso de Pediatría Social, estudios que complementaron su visión social de la medicina. En la Universidad de Oriente ejerció como docente; fundó la Cátedra de Pediatría.
El 29 de noviembre de 2004, se publica en el Correo del Caroní un artículo dedicado al Dr. Inaty, y en este enlaza la poesía y la medicina: "Cuando cayó en mis manos el primer libro de fisiología humana, pude darme cuenta de la armonía de como trabajan los órganos del cuerpo humano, y la poesía es eso: armonía del mundo."

## Obra literaria
Escribió dos libros de medicina como trabajo de ascenso en el escalafón universitario: el Manual de Semiología Pediátrica (1971), que le valió para hacerse merecedor del Premio de Pediatría “Dr. Pastor Oropeza” y al segundo lo tituló Contribución a la Pediatría Social (1978). En la actualidad, el primer texto es obligatorio en las Facultades de Ciencias de la Salud de Venezuela. Sus logros han sido invaluables para la salud pública en el Estado Bolívar; la fundación del Servicio de Pediatría en el Hospital Ruiz y Páez (Ciudad Bolívar), la instalación de la fototerapia en Venezuela y la lucha por la presencia de la madre en el hospital, son ejemplos de ello.
Publicó varios poemarios, Cenizas del Día (1968), Tiempo Recio (1980), Rumor de la Memoria y Reconocimiento; además de un ensayo titulado Remembranzas (1999), con el cual captó gran interés en la crítica literaria. En 2007 fue distinguido con la publicación de Enigma (una selección de poemas de su autoría) por la Comisión de Cultura de la Federación Médica Venezolana como parte de la Colección “Dr. Ricardo Archila” - Serie Letras.
En 1996 muere en Ciudad Bolívar uno de sus hermanos, Salim, y en 1997 escribe un poema que bautiza con su nombre:
Quise salir de mi alma

para encontrarme contigo donde estés.

Invitarte a dos copas etéras, silenciosas

y sin cuerpo para respirar.

Como una presencia ausente

los dos nos sentimos sin vernos.

Y un corazón de seda

y un palpitar de algodón

nos dijeron que llegó la tarde

como todas aquellas tardes.

Hablamos callados en espacios sin límites

de lo que aún muerde en el dolor.

Es y no es lo que se quiso y se quiere.

Años sin avidez, sudor en las pupilas,

corriendo en la sombra y llegar a lo efímero.

Lenguajes sin palabras,

sin sol ni luna en la oscuridad del rocío.

Volamos sin alas y sin decir te dije

me voy porque estoy en tus últimos vacíos.

Y tus ojos tristes me dijeron adiós.

Luego desperté, y con los pies en la tierra

y deseos de volver donde perdí mi tristeza.